# Drijfijs

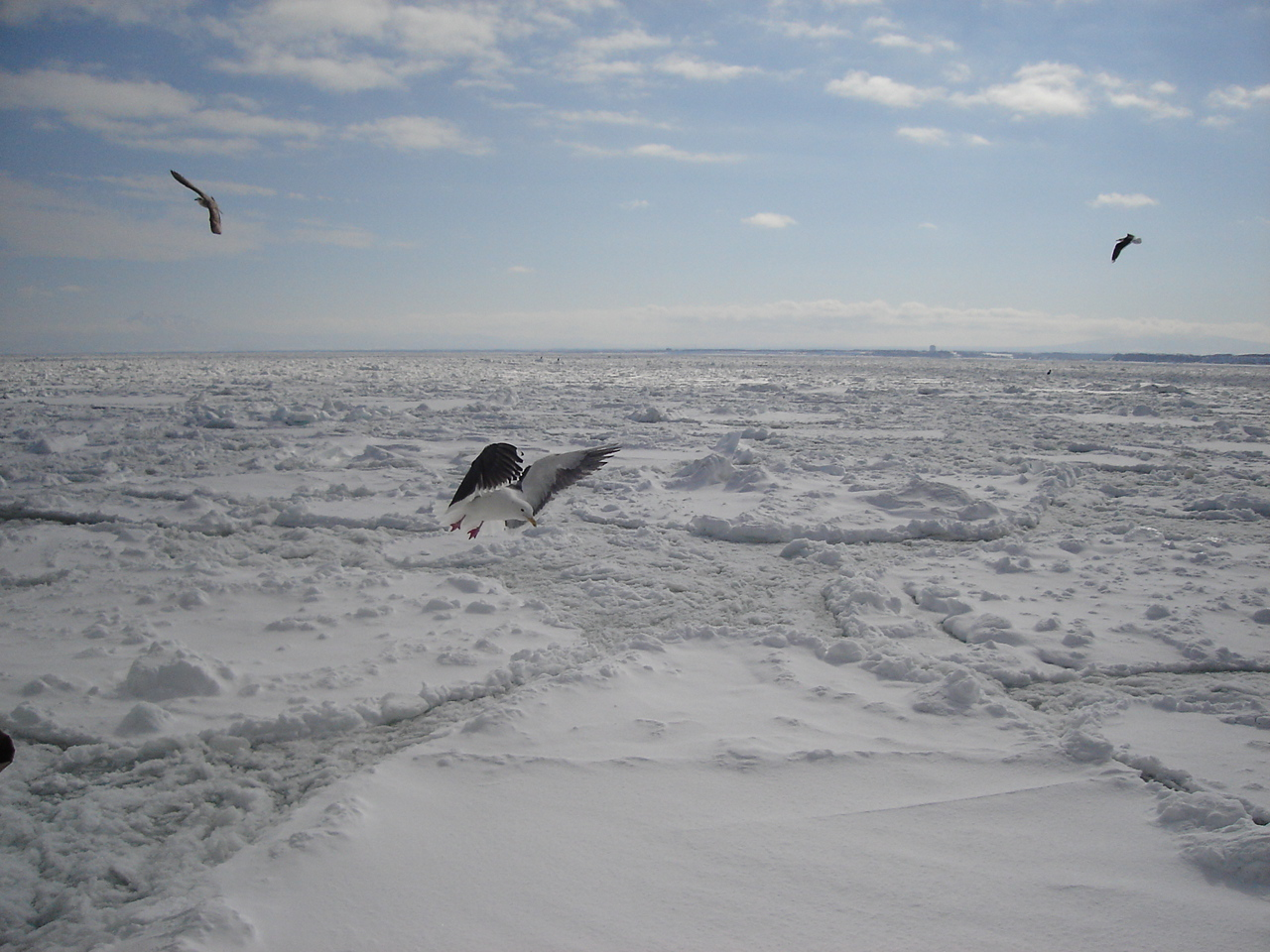
Meeuwen vliegen boven een gebied met drijfijs

Drijfijs is een vorm van zee-ijs dat op rivieren, meren of zeeën drijft. In rivieren ontstaat op de bodem grondijs (of ankerijs), dat omhoog drijft en met de stroming mee stroomafwaarts wordt gevoerd. In de open zee drijven ijsbergen, die zijn afgebroken van gletsjers, pakijs of ijs verbonden met het vasteland en ijsschollen, die aan het oppervlak van de Noordelijke IJszee worden meegevoerd met de zeestromingen, zoals de Oostgroenlandstroom en de Labradorstroom. Deze stromingen voeren het ijs naar gebieden met een lagere breedtegraad. Dit vervoer van drijfijs wordt de ijsgang genoemd. Wanneer drijfijs aaneenklontert tot een grotere oppervlakte, wordt het een ijsschots genoemd en wanneer het tot een grote massa aangroeit pakijs (of ijsveld).
Het punt tot waar het drijfijs kan doordringen naar lagere breedtegraden wordt drijfijsgrens genoemd. Drijfijs vormt een groot gevaar voor de scheepvaart, aangezien het in de maanden april tot augustus veel voorkomt in de druk bevaren wateren van de noordelijke Atlantische Oceaan. Op speciale kaarten wordt de drijfijsgrens daarom maandelijks ingetekend. Het zuidelijkste drijfijs op het noordelijk halfrond komt voor in de Zee van Ochotsk.